# الجبهة البيلاروسية الثالثة
الجبهة البيلاروسية الثالثة أو الجبهة البيلوروسية الثالثة (بالروسية: 3-й Белорусский фронт)‏ تعتبر إحدى جبهات الجيش الأحمر خلال الحرب العالمية الثانية.
في 24 أبريل 1944، تم تأسيس الجبهة البيلاروسية الثالثة، من قبل قوات تم تعيينها مسبقا للجبهة الغربية. بينما كانت تتقدم الجبهة البيلاروسية الثالثة من المنطقة على بعد حوالي 50 كم جنوب شرق فيتيبسك في روسيا إلى كونيغسبرغ في بروسيا الشرقية. علي مدار 381 يوما قبل القتال، عانت من 166,838 قتيلا و9,292 مفقودا و667,297 من المصابين والمريض والجرحى.

## العمليات
شاركت الجبهة البيلاروسية الثالثة في العملية الهجومية البيلاروسية، وعملية البلطيق الهجومية، والعمليات الهجومية البروسية الشرقية. بالإضافة إلي ذلك كان تقدمها واضحا في جزء كبير من العمليات، مع واحدة من الهزائم القليلة التي حدثت خلال عملية باغراتيون في أكتوبر 1944.
في 15 أغسطس 1945، تم حل الجبهة البيلاروسية الثالثة رسميًا.

### التكوين
| الجيش                     | رقم ونوع الوحدة                                                  | ألوية مستقلة |
| ------------------------- | ---------------------------------------------------------------- | --- |
| الجيش الخامس              | 9 وحدة البنادق 1 وحدة المدفعية 1 وحدات مضادة للطيران             | 1 لواء المدفعية 1 لواء مضاد للدبابات لواءين للدبابات 1 لواء صابر الهجومي 1 لواء صابر                                          |
| القوات الحادية عشر        | 9 وحدات بندقية 2 وحدة مضادة للطائرات 1 قوات الدبابات             | 1 لواء المدفعية 1 "BM" لواء مدفع هاوتزر 1 لواء مضاد للدبابات 2 كتائب قاذفة الصواريخ 1 دبابة لواء 1 هجوم لواء صابر 1 لواء صابر |
| الجيش الحادي والثلاثون    | 8 انقسامات بندقية 1 قسم مضاد للطائرات                            | 1 لواء المدفعية 1 لواء مضاد للدبابات لواء الدبابات الأول 1 لواء صابر                                                          |
| الحرس الخامس دبابات الجيش | 2 وحدة دبابات 1 قسم مضاد للطائرات                                | - |
| السلاح الجوي الأول        | 6 فرق مهاجم 8 فرق مقاتلة 4 قوات دعم 1 وحدات مدافع                | - |
| مقر الجبهة                | 3 فرق سلاح الفرسان 3 فرق مدفعية 1 قسم مضاد للطائرات 1 وحدة الآلي | 1 "BM" لواء مدفع هاوتزر 1 قاذفة صواريخ 1 هجوم لواء صابر 1 لواء محركات صابر 1 مهندس سد اللواء                                  |

## القادة
- الكولونيل العام إيفان تشرنياخوفسكي، في 26 يونيو 1944، تمت ترقيته إلى منصب اللواء (أبريل 1944- فبراير 1945)
- مارشال الاتحاد السوفيتي ألكسندر فاسيليفسكي (فبراير- أبريل 1945)
- اللواء إيفان باغراميان (أبريل - أغسطس 1945)

## وصلات خارجية
- معلومات عن الجبهة الشرقية حتى سبتمبر 1943
- الجيش الأحمر في الحرب العالمية الثانية
- صور نادرة للاتحاد السوفيتي أثناء الحرب الوطنية العظمى 1941-1945 مجموعة بورودولين؛ مجموعة صور متميزة للحرب.